# I Feel You
I Feel You is een nummer van de Britse band Depeche Mode uit 1993. Het is de eerste single van hun achtste studioalbum Songs of Faith and Devotion.
"I Feel You" heeft een meer rock-georiënteerd geluid dan eerdere nummers van Depeche Mode. Op het nummer zijn dan ook meer niet-elektronische instrumenten te horen dan ooit tevoren. Het nummer werd in diverse Europese landen een grote hit. In het Verenigd Koninkrijk haalde het de 8e positie. In de Nederlandse Top 40 was het met een bescheiden 35e notering iets minder succesvol. In de Vlaamse Radio 2 Top 30 haalde het de 21e positie.